# Џон Маклин (атлетичар)
Детроит
Џон Фредерик Маклин (енгл. John Frederick McLean; 10. јануар 1878 — , 4. јун 1955) је био свестрани амерички атлетичар, учесник Олимпијских игара 1900. у Паризу.
Његова специјалност је била трка на 110 м препоне у којој је освојио сребрну медаљу са временом 15,5 секунди. Победник је био Американац Алвин Крензлајн са 15,4 секунде.
Учествовао је у још три дисциплине:скоку удаљ, троскоку и троскоку без залета. У скоку удаљ заузео је шесто место у квалификацијама резултатом 6,655 м што му није било довољно за учешће у финалу за које се квалификовало првих пет такмичара. У троскоку се пласирао на деобу 7. до 13. места са непознатим резултатом. Последња дисциплина у којој је учествовао био је троскок без залета. Резултат није познат, а пласирао се од 5. до 10. места.